# Fehértérdű madárpók
A fehértérdű madárpók (Acanthoscurria geniculata) egy Brazília őserdeiben honos, a talajszinten élő madárpókfaj. Nevét lábízületeinek fehér színéről kapta.
Házi kedvencként nagyra becsülik mérete, tág tűrése és színezete miatt. Kimondottan agresszív faj, ha fenyegetve érzi magát, akkor harap, de első védelmi vonala a szőrzete. Mérge orvosilag nem jelentős, de termete miatt az okozott seb mérete is nagyobb. A marás helye beduzzad, orvosi ellátást igényel.

## Leírása
Ez egy nagy faj, 3-4 év alatt éri el kifejlett méretét, ami a nőstényeknél 9 cm, a hímeknél valamivel kisebb. Lábfesztávolsága 20 cm, idősebb nőstényeknél akár 25 cm is lehet.
Testszőrzete fekete, vagy barna. Fejtorán a szőrök fehérek. A hím színezete kevésbé kifejezett. Lábai barnák vagy feketék, az ízületeknél fehér gyűrűkkel. A belső két ízen két hosszanti fehér csík, a legkülső ízen egy csík látható. A toron a hosszúszőrök vörösek. Rejtekhelyet a fák gyökerei között vagy a sziklák alatti árnyékos helyen keres.

## Viselkedése
Nappal többnyire a szabadban tartózkodik, és különféle rovarokra vadászik. A többi madárpóknál kevésbé specializált.
Veszély esetén szőrzetüket a támadó felé irányítják. A szőrök a szembe és a torokba jutva erős viszketést váltanak ki. Az agresszívabb példányok mindent megharapnak, ami mozog.
A sikeres párzás után négy hónappal a nőstény kokont készít. Előtte földdel és pókfonállal lezárja odúja bejáratát. A kokon 1000-2000 petét tartalmaz. A fiatal állatok gyorsan nőnek, és megfelelő táplálás mellett két éven belül elérhetik az ivarérettséget.

## Galéria

Színezet
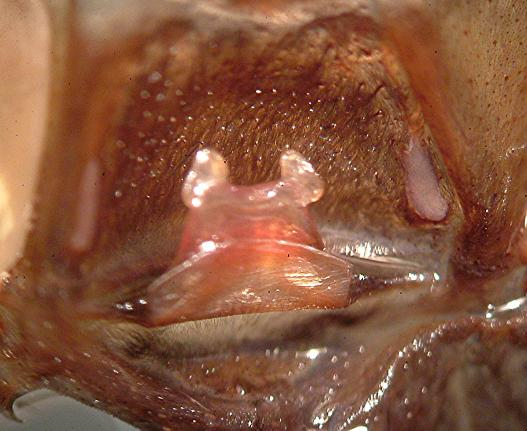
Spermatartó
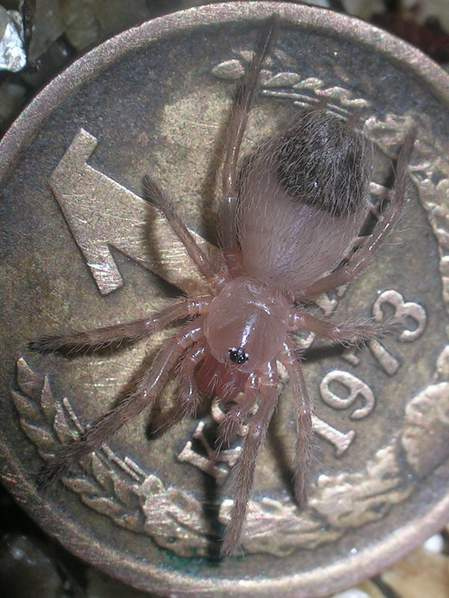
A fiatal példányok mérete
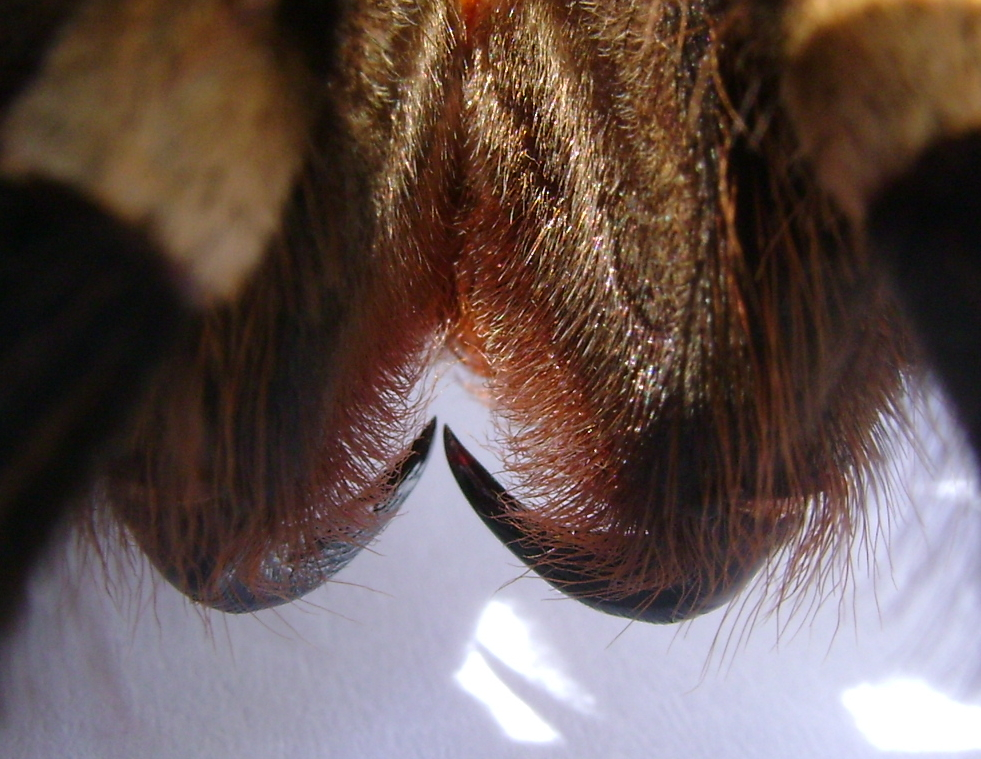
Csáprágó
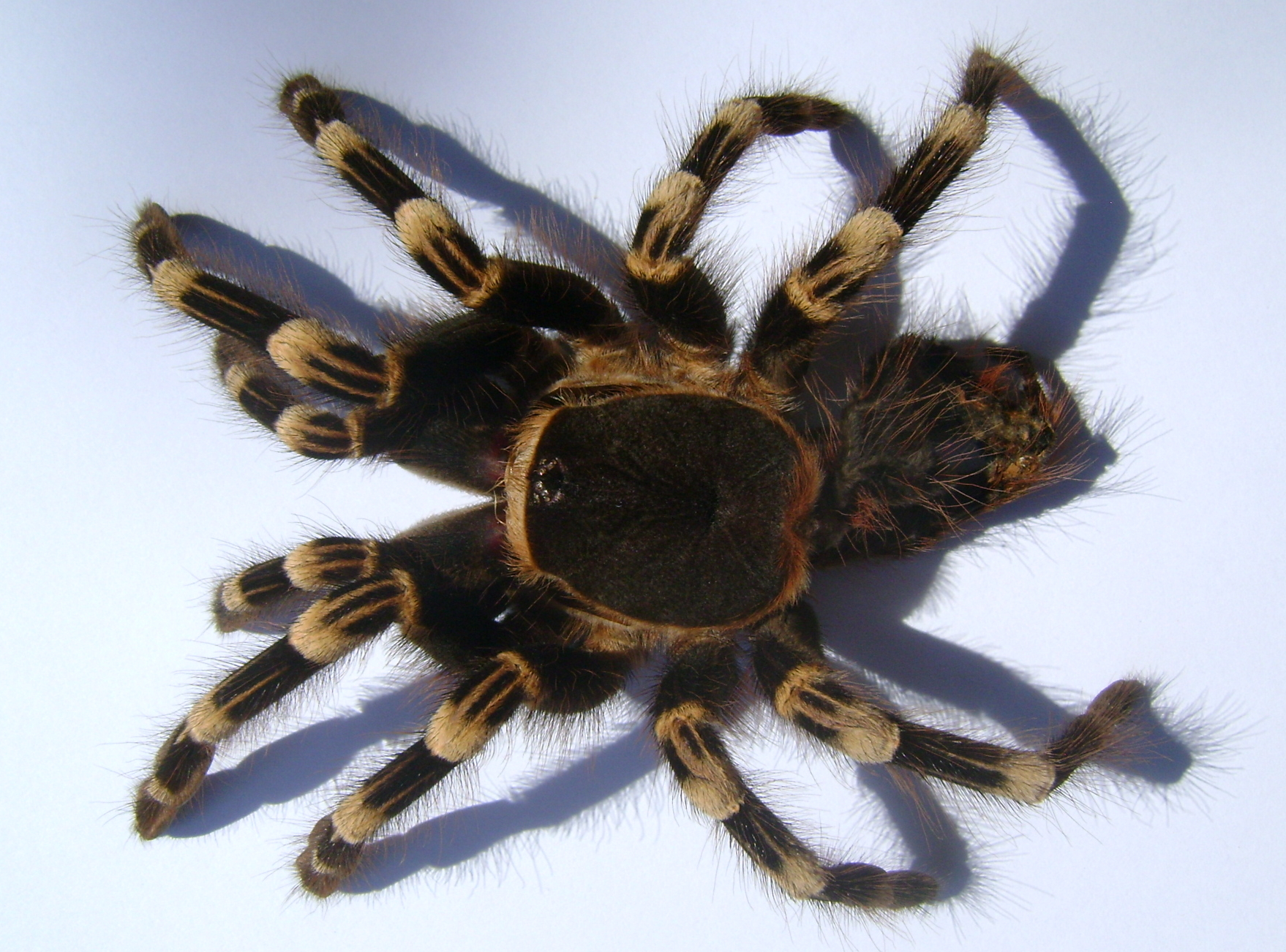
Levedlett kitinpáncél
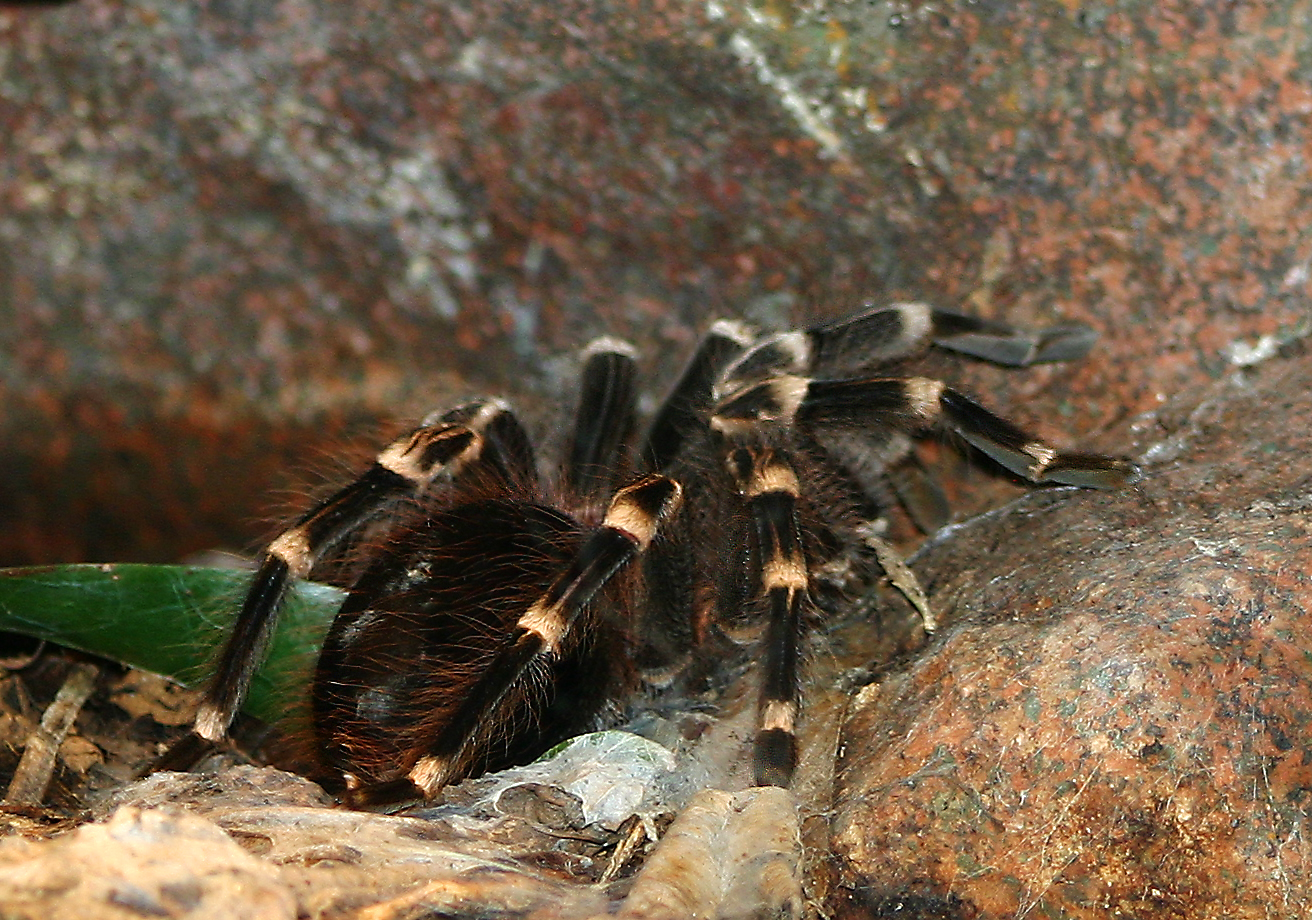
Tor